# Eopirga candida
Eopirga candida är en fjärilsart som beskrevs av Erich Martin Hering 1926. Eopirga candida ingår i släktet Eopirga och familjen tofsspinnare. Inga underarter finns listade i Catalogue of Life.